# Интертидална зона
Интертидалната зона, известна още като крайбрежен или морски бряг, е зоната, която е над нивото на водата при отлив и под водата при прилив, тоест зоната в обхвата на приливите и отливите.
Тази зона може да включва няколко вида местообитания с различни видове от живата природа, като морски звезди, морски таралежи и много видове корали. Понякога се обозначава като прибрежна зона, въпреки че това може да се определи като по-широк регион.